# Cheiramiona
Genre
Cheiramiona est un genre d'araignées aranéomorphes de la famille des Cheiracanthiidae.

## Distribution
Les espèces de ce genre se rencontrent en Afrique.

## Liste des espèces
Selon World Spider Catalog (version 21.0, 05/05/2020) :
- Cheiramiona akermani (Lawrence, 1942)
- Cheiramiona amarifontis Lotz, 2003
- Cheiramiona ansiae Lotz, 2003
- Cheiramiona baviaan Lotz, 2015
- Cheiramiona boschrandensis Lotz, 2015
- Cheiramiona brandbergensis Lotz, 2005
- Cheiramiona clavigera (Simon, 1897)
- Cheiramiona collinita (Lawrence, 1938)
- Cheiramiona debeeri Lotz, 2015
- Cheiramiona dubia (O. Pickard-Cambridge, 1874)
- Cheiramiona ferrumfontis Lotz, 2003
- Cheiramiona filipes (Simon, 1898)
- Cheiramiona florisbadensis Lotz, 2003
- Cheiramiona fontanus Lotz, 2003
- Cheiramiona haddadi Lotz, 2015
- Cheiramiona hewitti (Lessert, 1921)
- Cheiramiona hlathikulu Lotz, 2015
- Cheiramiona hogsbackensis Lotz, 2015
- Cheiramiona ibayaensis Lotz, 2015
- Cheiramiona jakobsbaaiensis Lotz, 2015
- Cheiramiona jocquei Lotz, 2003
- Cheiramiona kalongensis Lotz, 2003
- Cheiramiona kentaniensis Lotz, 2003
- Cheiramiona kirkspriggsi Lotz, 2015
- Cheiramiona kivuensis Lotz, 2015
- Cheiramiona krugerensis Lotz, 2003
- Cheiramiona lajuma Lotz, 2003
- Cheiramiona lamorali Lotz, 2015
- Cheiramiona langi Lotz, 2003
- Cheiramiona lejeunei Lotz, 2003
- Cheiramiona lindae Lotz, 2015
- Cheiramiona malawiensis Lotz, 2015
- Cheiramiona mkhambathi Lotz, 2015
- Cheiramiona mlawula Lotz, 2003
- Cheiramiona mohalensis Lotz, 2015
- Cheiramiona musosaensis Lotz, 2015
- Cheiramiona muvalensis Lotz, 2003
- Cheiramiona nyungwensis Lotz, 2015
- Cheiramiona paradisus Lotz, 2003
- Cheiramiona plaatbosensis Lotz, 2015
- Cheiramiona qachasneki Lotz, 2015
- Cheiramiona regis Lotz, 2003
- Cheiramiona robinae Lotz, 2015
- Cheiramiona ruwenzoricola (Strand, 1916)
- Cheiramiona saniensis Lotz, 2015
- Cheiramiona silvicola (Lawrence, 1938)
- Cheiramiona simplicitarsis (Simon, 1910)
- Cheiramiona stellenboschiensis Lotz, 2003
- Cheiramiona tembensis Lotz, 2015
- Cheiramiona upperbyensis Lotz, 2015

## Publication originale
- Lotz & Dippenaar-Schoeman, 1999 : Cheiramiona, a new Afrotropical spider genus (Araneae: Miturgidae: Eutichurinae). Navorsinge van die Nasionale Museum, Bloemfontein, vol. 15, p. 29-44.